# Jump Festa
Jump Festa (ジャンプフェスタ?, Janpu Fesuta) è una convention annuale che si tiene a Tokyo, in Giappone, dedicata agli anime ed ai manga, sponsorizzata dalla Shūeisha, casa editrice della riviste Weekly Shōnen Jump. Ogni anno vengono presentati durante la fiera nuovi film, manga, videogiochi e vario merchandise. La tradizione vuole che delle serie già esistenti venga presentato un nuovo gadget o un nuovo episodio per provare che gli autori non sono a corto di idee. Gli autori dei fumetti della rivista Jump sono spesso ospiti, e molti di loro si prestano a sessioni di domande da parte dei fan.
L'evento è anche uno dei principali per quanto riguarda i videogiochi, in particolar modo per la Namco Bandai e la Square Enix, che spesso presentano trailer dei nuovi titoli in uscita proprio durante il Jump Festa. Benché l'evento infatti ruoti principalmente intorno a ciò che concerne Shōnen Jump, spesso non mancano eventi legati a serie non  presenti sulla rivista o prodotti completamente slegati dal settore.